# Ахоэиту
Ахоэиту ('Aho'eitu) — в тонганской мифологии сын бога Тангалоа Эитуматупуа и смертной женщины по имени Илахева Ваэпопуа. Стал первым представителем королевской династии туи-тонга примерно в начале X века, свергнув с престола прежнего правителя с тем же именем, но не божественного происхождения.

## Путешествие на небо
Будучи маленьким, Ахоэиту однажды спросил у своей матери, которая была простой женщиной, об отце. Она ответила Ахоэиту, что его отец был богом, который живёт на небе. Когда ребёнок подрос, он решил найти отца. Мать отвела его к огромному казаурину. Вскарабкавшись по нему, Ахоэиту нашёл отца, который ловил голубей. Эитуматупуа пригласил сына в свой дом поесть и выпить каву. Впоследствии он отправил Ахоэиту к другим своим сыновьям, которые жили на небе. Но когда они узнали, что Ахоэиту тоже сын Эитуматупуа, заревновали, разорвали его на куски и съели всего, кроме головы, которую бросили на растение тои, которое с тех пор стало ядовитым.
Спустя некоторое время Эитуматупуа послал жену за Ахоэиту, но она вернулась без него. Отец отправился к сыновьям и, поняв, что случилось что-то плохое, начал щекотать им горло, вызвав таким образом рвоту. Найдя все части Ахоэиту, кроме головы, он отправил посланника искать его голову и кости. Всё это было сложено в одну чашу. Затем Эитуматупуа вылил в неё воду и бросил целительные листья малайского яблока. Спустя несколько дней, у этой чаши, которая была выставлена у дома, сидел живой Ахоэиту.
После этого Эитуматупуа наказал своих сыновей тем, что им было велено жить на небе и запрещено спускаться на землю, а Ахоэиту был назначен королём Тонга. Однако через некоторое время братья раскаялись и попросили отца отпустить их с младшим братом. Эитуматупуа простил сыновей, но разрешил им стать только слугами Ахоэиту.

## Королевская родословная
Старшими братьями Ахоэиту были:
- Талафале. Носил титулы туи-фалеуа (в переводе с тонганского языка «королём второго дома»), а также туи-пелехаке.
- Матакехе. Он и его другие братья должны были защищать туи-тонга.
- Малиэпо.
- Туи Лолоко.
- Туи Фолаха.

Имя Ахоэиту в течение многих столетий используется другими представителями королевской династии, например, членом тонганской королевской семьи Тупоутоа Лавака (Ахоэиту Унуакиотонга Тукуахо).